# 25817 Tahilramani
25817 Tahilramani este un asteroid din centura principală de asteroizi.

## Descriere
25817 Tahilramani este un asteroid din centura principală de asteroizi. A fost descoperit pe 29 februarie 2000 la Socorro, New Mexico, în cadrul proiectului LINEAR. Asteroidul prezintă o orbită caracterizată de o semiaxă mare de 3,09 ua, o excentricitate de 0,16 și o înclinație de 1,2° în raport cu ecliptica.